# Varennes-en-Argonne
Varennes-en-Argonne [vaʁɛn ɑ̃n‿aʁɡɔn] ist eine französische Gemeinde mit 629 Einwohnern (Stand 1. Januar 2022) im Département Meuse in der Region Grand Est (bis 2015 Lothringen). Sie gehört zum Arrondissement Verdun und zum Kanton Clermont-en-Argonne.

## Geografie
Varennes-en-Argonne liegt am Fluss Aire auf einer mittleren Höhe von 195 m. Das Gemeindegebiet umfasst 11,78 km². Die Gemeinde wird von der Aire durchquert, die ihre Quelle im Süden des Départements Meuse bei Saint-Aubin-sur-Aire hat und in den Gemeindegebieten von Termes sowie Senuc unterteilt in mehrere Wasserläufe in die Aisne mündet. Varennes wird im Westen vom Argonnerwald (Forêt d’Argonne) begrenzt, an der Grenze der Départements Ardennes und Marne.
Die benachbarten Gemeinden sind Charpentry im Norden, Cheppy im Osten, Boureuilles im Süden, Vienne-le-Château (Département Marne) im Südwesten sowie Montblainville im Nordwesten.

## Geschichte

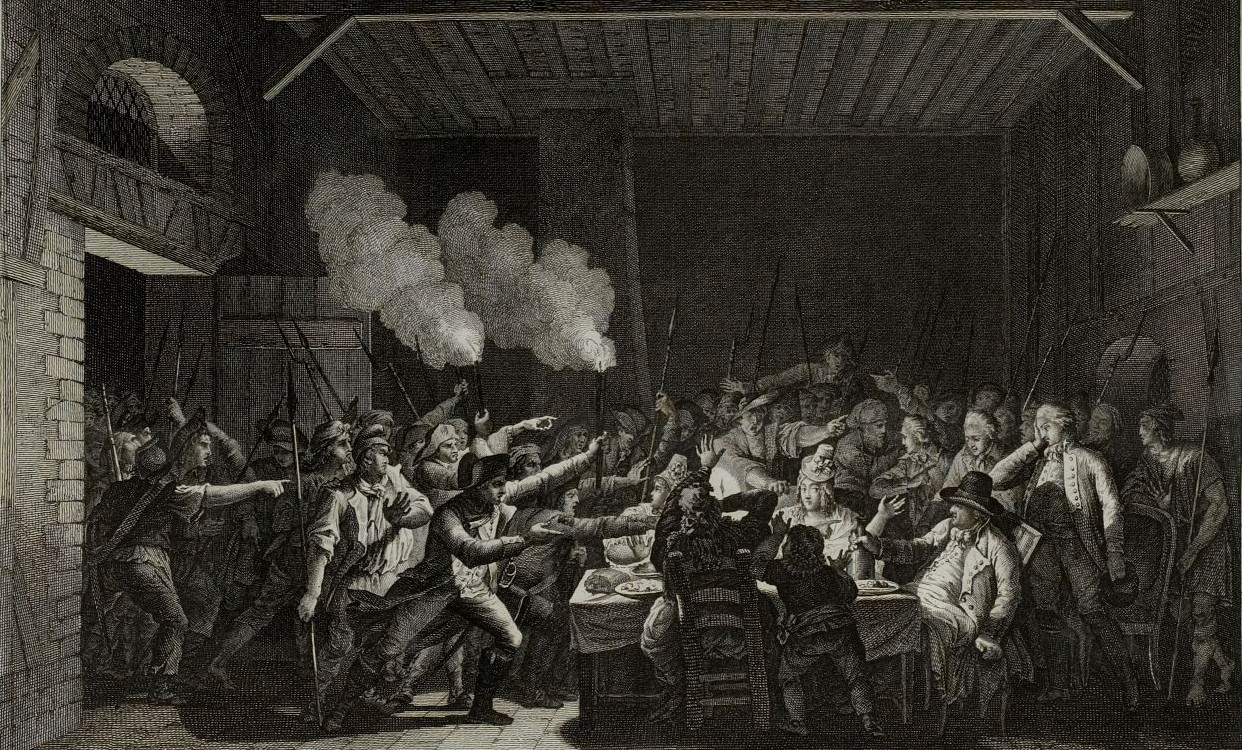
Zeitgenössische Darstellung der Verhaftung Ludwigs XVI. in Varennes

In Varennes scheiterte am 21. Juni 1791 der Fluchtversuch König Ludwigs XVI. aus dem revolutionären Paris. Infolge der Französischen Revolution beabsichtigte er, sich mit Königin Marie Antoinette und ihren Kindern unter den Schutz ihnen ergebener Truppen in der Grenzfestung Montmédy zu stellen. In Sainte-Menehould jedoch wurde der König vom dortigen Postmeister Jean Baptiste Drouet erkannt, der die Kutsche verfolgen und die königliche Familie am späten Abend des 21. Juni in Varennes festsetzen ließ.  An die Flucht nach Varennes, die die Stellung des Königs entscheidend schwächte, erinnern im Ort zwei Gedenktafeln: am Uhrturm Tour Louis XVI sowie am früheren Standort des Hauses des Bürgermeisters und Gewürzhändlers Jean-Baptiste Sauce, in dem die Königsfamilie die Nacht verbrachte, bevor sie am Morgen des 22. Juni von  Soldaten der Nationalgarde zurück nach Paris eskortiert wurde. Das historische Ereignis liegt dem Film La Nuit de Varennes des italienischen Regisseurs Ettore Scola von 1982 zugrunde.
Während des Ersten Weltkriegs wurde Varennes komplett zerstört, danach aber wieder aufgebaut. Das Pennsylvania Memorial, ein Denkmal für Freiwillige aus Pennsylvania (American Expeditionary Forces) während des Ersten Weltkriegs, wurde in Varennes in den Zwischenkriegsjahren errichtet.
| Jahr      | 1962 | 1968 | 1975 | 1982 | 1990 | 1999 | 2007 | 2019 |
| --------- | ---- | ---- | ---- | ---- | ---- | ---- | ---- | ---- |
| Einwohner | 643  | 635  | 670  | 700  | 679  | 691  | 703  | 639  |

## Gemeindepartnerschaft
Petershausen im bayerischen Landkreis Dachau ist seit 1968 Partnergemeinde von Varennes-en-Argonne.

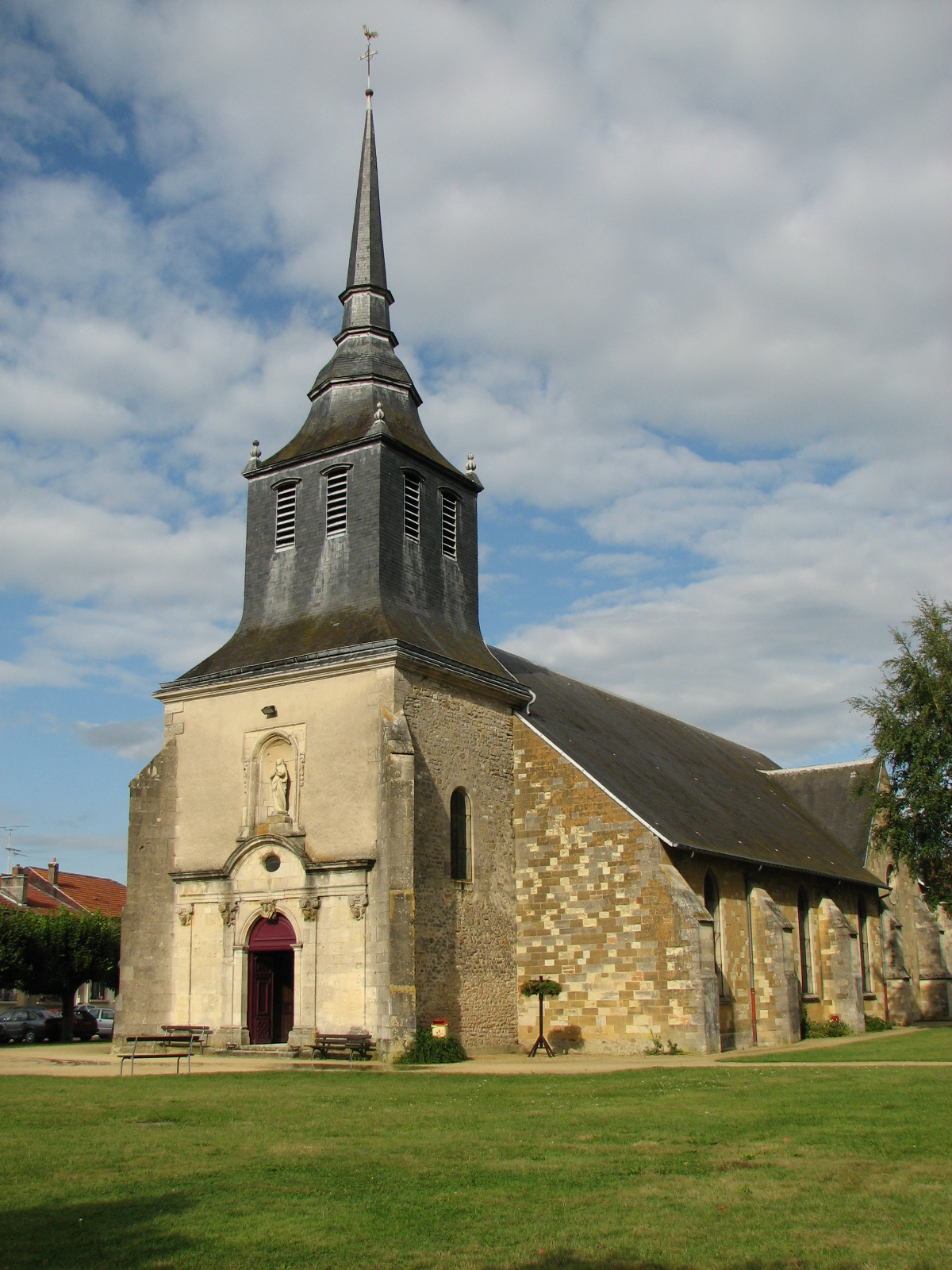
Kirche Notre-Dame
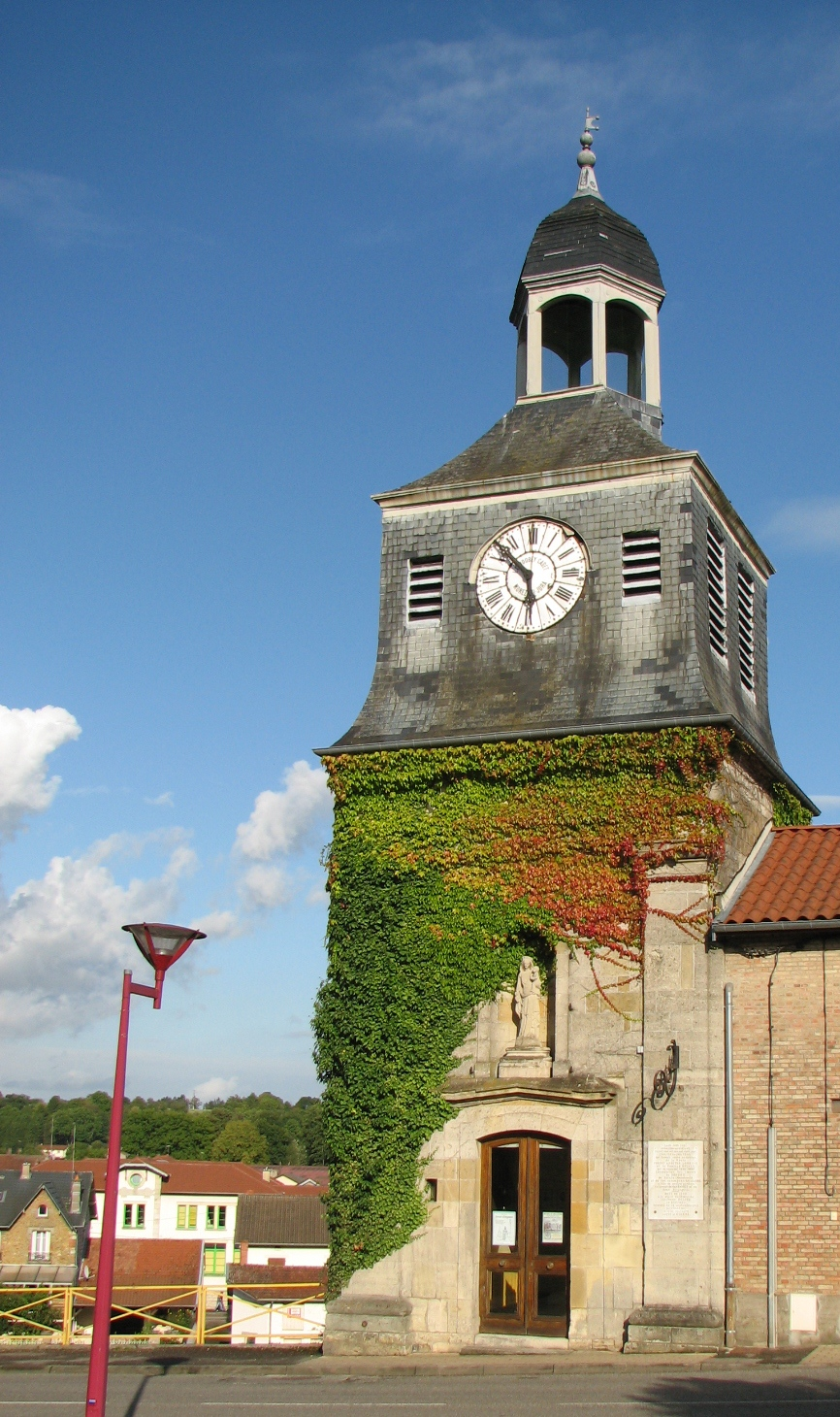
Uhrturm Tour Louis XVI
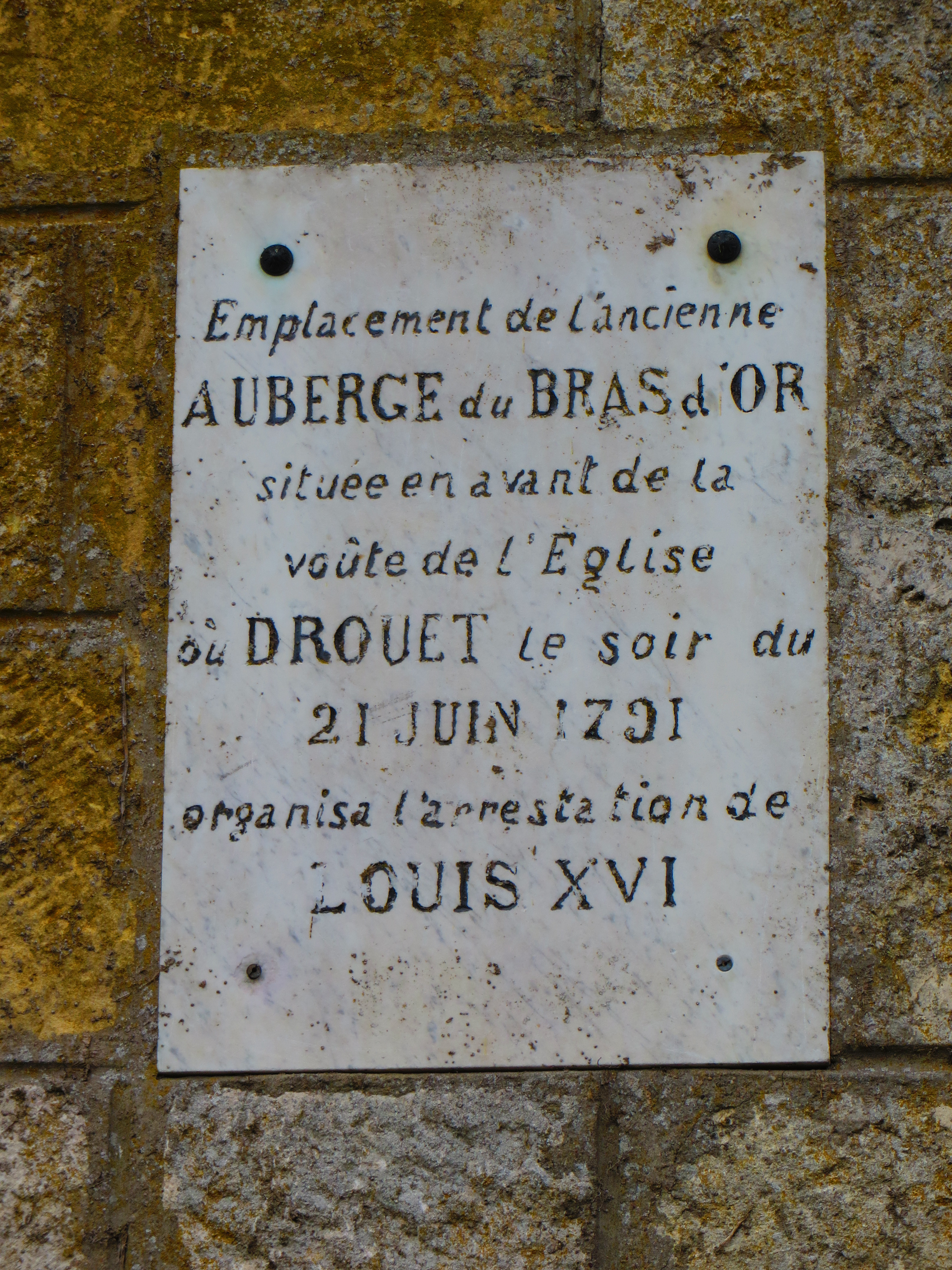
Gedenktafel an die Verhaftung Ludwigs XVI.